# هابوروگالا
هابوروگالا (به لاتین: Haburugala) یک منطقهٔ مسکونی در سری‌لانکا است که در استان جنوبی (سری‌لانکا) واقع شده‌است.